# Flicka med melodi
Flicka med melodi är en svensk dramafilm från 1954 i regi av Martin Söderhjelm.

## Om filmen
Filmen premiärvisades 16 augusti 1954 på biograf Anglais i Stockholm. Den spelades in vid Europa Studio Sundbyberg av Jan Lindeström. I filmen debuterade Ingeborg Nyberg och Bibi Johns som filmskådespelare. Johns kom endast att medverka i denna svenska produktion. Hennes övriga filmer spelades in i Tyskland.

## Roller i urval
- Bibi Johns - Britta Libergius
- Amy Jelf - Ellinor Libergius, Brittas syster
- Stig Järrel - Osvald Libergius, professor, Brittas och Ellinors morfar
- Jan Malmsjö - Bengt Bergvall
- Curt "Minimal" Åström - Jocke
- Jan Molander - Pontus Löfberg, kamrer
- Sigge Fürst - Evert Bergvall, bankdirektör
- Märta Dorff - fru Bergvall
- Lissi Alandh - Lizzie Bjelvenryd
- Acke Dahlman - Acke, medlem i Jockes orkester
- Verner Edberg - Brolle, medlem i Jockes orkester
- Arne Melander - Arne, medlem i Jockes orkester
- Sten Sköld - Lill-Bullan, medlem i Jockes orkester
- Leppe Sundevall - Leppe, medlem i Jockes orkester
- Wiktor "Kulörten" Andersson - Jönsson, vaktmästare
- Ingeborg Nyberg - flickan i elevorkestern

## Filmmusik i urval
- Caprice on Tiptoe, kompositör Ludo Philipp,
- Square Four, kompositör Billy Munn,
- Wauxhall Boogie, kompositör Bengt Hallberg,
- Sommarens sista ros/The Last Rose of Summer, engelsk text Thomas Moore, svensk text Karl-Ewert, till en irländsk folkmelodi,
- Drömmar, kompositör Harry Arnold, text Sven Gustafson,
- My Heart, kompositör Roland Eiworth, text Bibi Johns,
- Take it Easy, kompositör Bibi Johns, text Eve,
- Videvisan/Sov du lilla vide ung, kompositör Alice Tegnér text Zacharias Topelius
- Londonderry Air, irländsk folkvisa från Derry
- Be-Op, Bi-Op, kompositör och text Eve
- Får månen titta på, kompositör och text Eve
- Om du vore_._._., kompositör och text Eve